# Jacy Jayne
Taylor Grado (ur. 24 grudnia 1996) – amerykańska profesjonalna wrestlerka. Obecnie związana jest kontraktem z federacją WWE, występując w brandzie NXT pod pseudonimem ringowym Jacy Jayne i jest jedną z członkiń grupy Toxic Attraction. Przed podpisaniem kontraktu z WWE w 2020 roku, Grado występowała w federacji World Xtreme Wrestling jako Avery Taylor.

## Kariera profesjonalnej wrestlerki

### Promocje niezależne (2018–2020)
Począwszy od debiutu w maju 2018 Grado pod pseudonimem Avery Taylor występowała w wielu organizacjach profesjonalnego wrestlingu na Florydzie, między innymi: American Combat Wrestling (ACW), Shine Wrestling, Evolve lub Full Impact Pro.

### WWE (2020–obecnie)
23 września 2020 na odcinku NXT Grado brała udział w battle royal, którego stawką było miano pretendenckie do NXT Women’s Championship, jednak nie zdołała wygrać pojedynku. 24 lutego 2021 potwierdzono, iż Grado podpisała umowę z WWE. 20 lipca na NXT wystąpiła pod nowym pseudonimem Jacy Jayne, przegrywając walkę przeciwko Franky Monet.

#### Toxic Attraction (2021–obecnie)
W sierpniu zawarła sojusz z Mandy Rose i Gigi Dolin, który we wrześniu nazwano Toxic Attraction. Rose następnie rozpoczęła rywalizację z mistrzynią NXT Women’s Raquel González, natomiast Jayne i Dolin rzuciły wyzwanie ówczesnym posiadaczkom NXT Women’s Tag Team Championship Io Shirai i Zoey Stark. Na Halloween Havoc Rose pokonała González w Chucky's choice Trick or Street Fight matchu, zdobywając NXT Women’s Championship, swoje pierwsze mistrzostwo w karierze, podczas gdy Dolin i Jayne zdobyły NXT Women’s Tag Team Championship, z rąk Shirai i Stark, w Scareway to Hell Ladder Triple Threat Tag Team matchu, którego częścią były również Indi Hartwell i Persia Pirotta.
Na NXT Vengeance Day Dolin i Jayne zachowały mistrzostwa w walce z Hartwell i Pirottą. Uległy jednak w starciu z Dakotą Kai i Raquel González podczas gali NXT Stand & Deliver, kończąc najdłuższe panowanie w historii mistrzostw NXT Women’s Tag Team po 158 dniach. 

## Mistrzostwa i osiągnięcia
- American Combat Wrestling
  - ACW Women’s Championship (2 razy)[8]
- World Xtreme Wrestling
  - WXW Women's Championship (1 raz)[9]
- WWE
  - NXT Women’s Tag Team Championship (2 razy)[10] – z Gigi Dolin